# 麥桂培
麥桂培（1963年—），香港飲食界人士，食肆負責人兼點心師傅，其於旺角廣華街開設的「添好運點心專門店」，於2009年11月底出版的《米芝蓮指南香港澳門2010》獲列為一星級食肆。

## 生平
麥桂培出生於廚藝世家，父親和伯父都是廚師，15歲已經跟舅父在屋邨飯店學做點心，20歲已經成為客家飯店點心主管，後來獲得四季酒店行政總廚賞識，以月薪3萬元邀請過檔擔任龍景軒任職點心部主管，並有份協助該店升級為米芝蓮三星級食肆。

## 開創添好運
2009年3月，趁金融風暴租金降低，與朋友合資以月租38,000元，於旺角廣華街開設「添好運點心專門店」，招牌食品酥皮叉燒包，曾創下一日賣七百五十個的紀錄，馬拉糕和腸粉亦深受食客歡迎。於2009年11月底出版的《米芝蓮指南香港澳門2010》獲列為一星級食肆。
2010年5月，於深水埗開設分店，面積約有一萬呎，比旺角總店大接近十倍。
於2010年11月出版的《米芝蓮指南香港澳門2011》，深水埗分店與旺角總店，同被列為一星級食肆。
2012年11月，由旺角廣華街總店業主要求大幅加租，加上只得850足面積太細，麥桂培決定搬遷，在同區大型商場奧海城二期覓得兩個相連舖位，計劃斥資200萬裝修打通變成2300呎大舖，預計2013年1月中開張。

## 外部連結
- openrice網頁添好運點心專門店食評 （页面存档备份，存于）